# Muricea midas
Muricea midas is een zachte koraalsoort uit de familie Plexauridae. De koraalsoort komt uit het geslacht Muricea. Muricea midas werd in 1959 voor het eerst wetenschappelijk beschreven door Bayer. 